# Но-Агуа (родовище)
Но-Агуа — найбільше у світі родовище перліту. Знаходиться в США, в горах Но-Агуа (штат Нью-Мексико).
Перші зразки перліту, придатного до промислового застосування, виявлені у 1948 році.
Розробку родовища в різні періоди здійснювали від однієї до трьох копалень, відкритим способом.